# إذاعة مقديشو
إذاعة مقديشو (بالصومالية: Radio Muqdisho)، هي إذاعة تديرها الحكومة الفيدرالية في الصومال.

## التاريخ
تأسست إذاعة مقديشو خلال الفترة الاستعمارية في أرض الصومال الإيطالية، وكان يبث في البداية الأخبار باللغتين الصومالية والإيطالية. بدأ البث باللغة الصومالية في المحطة لأول مرة في عام 1957، بالتزامن مع بدء البرمجة باللغة الصومالية في راديو جيبوتي. جرى تحديث راديو مقديشو بمساعدة روسية بعد الاستقلال في عام 1960 وبدأ في تقديم الخدمة باللغات الصومالية والأمهرية والأورومو.

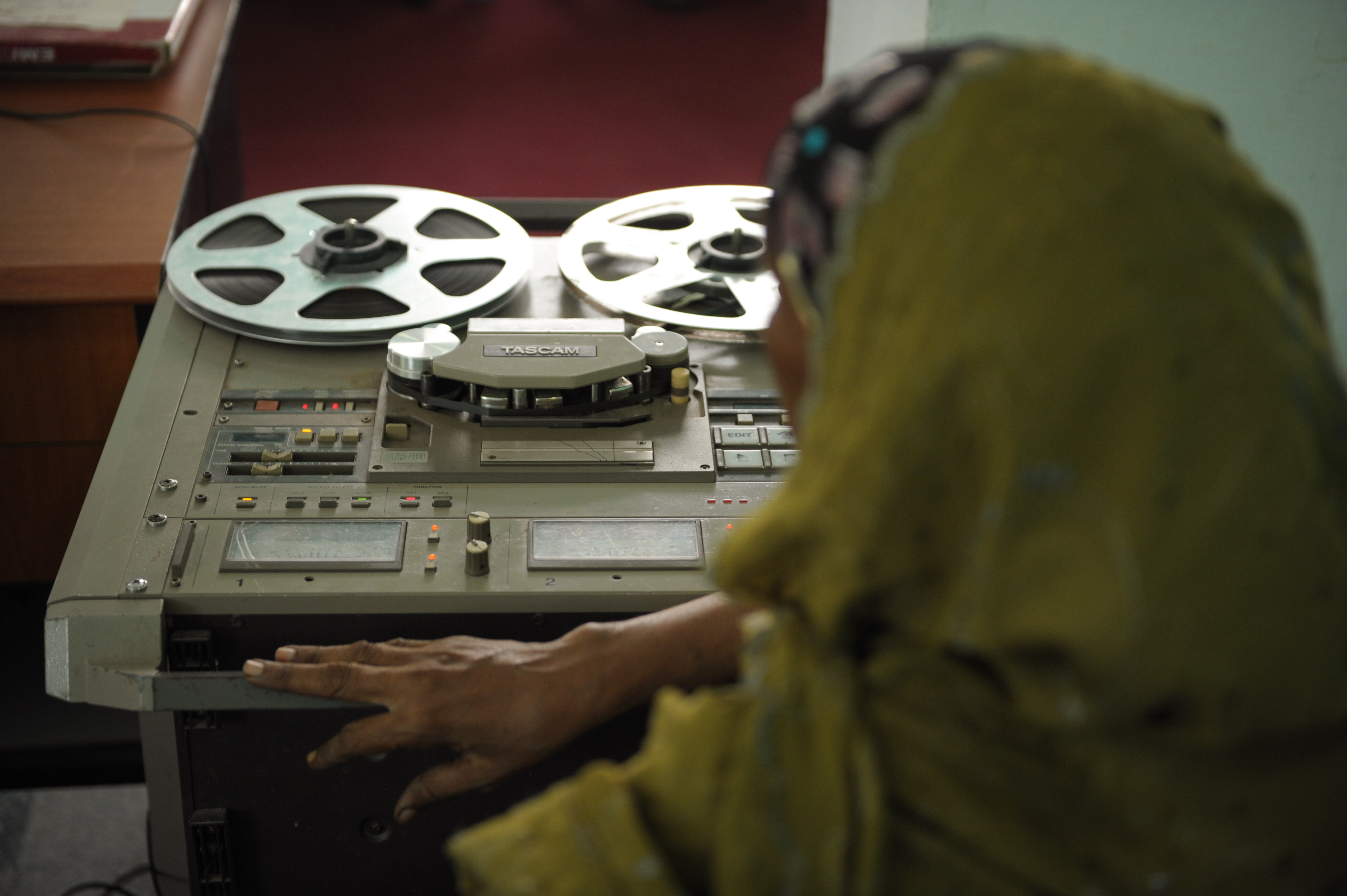
راديو مقديشو

بعد إغلاق العمليات بسبب الحرب الأهلية الصومالية التي اندلعت في عام 1991، أعيد افتتاح المحطة رسميًا في أوائل عام 2000 من قبل الحكومة الوطنية الانتقالية لرئيس الصومال السابق عبد القاسم صلاد حسن.
كان راديو مقديشو يعمل في مجمع محاط بسور يحرسه جنود مسلحون. يبث موظفو المحطة بشكل روتيني الأخبار والبرامج الحوارية والموسيقى على الرغم من التهديدات بالعنف.
يبث راديو مقديشو حاليا من وسط مدينة مقديشو. في أواخر العقد الأول من القرن الحادي والعشرين، أطلقت المحطة أيضًا موقعًا إلكترونيًا تكميليًا يحمل نفس الاسم، يحتوي على أخبار باللغات الصومالية والعربية والإنجليزية.

## روابط خارجية
- الموقع الرسمي